# 商镇
商镇，是中华人民共和国陕西省商洛市丹凤县下辖的一个乡镇级行政单位。
2015年，陕西省民政厅批复同意将商镇留仙坪、油房街、页山3个村划归蔡川镇。

## 行政区划
商镇下辖以下地区：
商镇村、桃园村、老君村、张村、鱼岭村、麻池村、龙王沟村、北坪村、沙沟河村、黑沟河村、商山村、王塬村、瓦房村、东峰村、铁庙村、保定村、界牌村、涧子村、虎头村、孙家巷村和黄岗村。